# Eric Roth
Eric Roth (Nova Iorque, 22 de março de 1945) é um roteirista norte-americano mais conhecido como o escritor dos filmes Forrest Gump - O Contador de Histórias e O Curioso Caso de Bejamin Button, e do filme Extremely Loud and Incredibly Close.